# Clay Guida
Clayton Charles Guida (Round Lake, 8 de dezembro de 1981), é um lutador de MMA lutando atualmente no UFC como um peso leve. Guida foi o primeiro campeão dos pesos leves do Strikeforce. Seu irmão mais velho Jason Guida também é um lutador de MMA.

## Carreira no MMA
Clay encontrou sua paixão por esportes de combate através do wrestling na escola secundária. Este era seu uníco interesse em William Rainey Harper College, em Chicago, Illinois, ele ajudou sua equipe a ganhar um título nacional. Guida atualmente treina no Midwest Training Center MMA em Schaumburg, Illinois e Greg Jackson's MMA Academy, em Albuquerque, Novo México. Após lutar em eventos pequenos, Guida se tornou campeão dos pesos Leves do Strikeforce ao vencer Josh Thomson, infelizmente na sua primeira defesa de título perdeu o cinturão para Gilbert Melendez. Guida teve uma pequena passada pelo WEC vencendo Joe Martin por decisão unânime. Mas a carreira de Clay estourou na vitória sobre Justin James no UFC 64.

## UFC
Guida é famoso por sua insistente pressão e resistência quase infinita, e na sua primeira grande luta no UFC contra Tyson Griffin ele mostrou isso, mesmo levando desvantagem em tanto em pé quando no chão, Guida caminhava para frente e tomava a iniciativa sempre no combate. Mesmo perdendo os três rounds claramente, Guida perdeu apenas por decisão dividida (29–28, 28–29, 29–28). Pela emoção envolvida na luta Guida faturou juntamente com Griffin o prêmio de "Luta da Noite". Na luta seguinte de Guida, ele enfrentou o brasileiro Marcus Aurélio no UFC 74, em uma luta muito parelha, Guida venceu por decisão dividida. No final de 2007, Guida aceitou enfrentar o famoso Roger Huerta no The Ultimate Fighter 6 Finale, em uma luta muito controversa Guida foi finalizado por um mata-leão no 3º round.
Buscando reabilitação na divisão, Guida encarou o francês Samy Schiavo no UFC Fight Night 13, mostrando a evolução no seu jogo, Guida venceu por nocaute técnico aos 4:15 do primeiro round. Guida voltou ao octógono no UFC Fight Night 15, onde derrotou Mac Danzig campeão do The Ultimate Fighter 6 por decisão unânime. Tentando manter a sequência de vitórias, Guida voltou a enfrentar um campeão do The Ultimate Fighter, Nate Diaz, que era visto pela maioria da impressa como favorito, já que era muito mais alto (cerca de 18 cm) e vinha que 5 vitórias seguidas sendo 4 por finalização. No combate previsto para o UFC 94: Georges St-Pierre vs. BJ Penn 2, Guida mostrou toda sua energia tomando a iniciativa do combate, derrubando Diaz e aplicando o ground 'n pound seguro para evitar as tentativas de finalização de Diaz na guarda. Quando a luta retornava em pé Diaz conseguia controlar a luta. Em uma luta muito dura, Guida venceu por decisão dividida. Após a luta, Guida ganhou pela segunda vez o prêmio de  melhor "Luta da Noite".

### Sanchez vs. Guida
Em 20 de junho de 2009, Guida encarou Diego "Nightmare" Sanchez na final do The Ultimate Fighter: Estados Unidos vs Reino Unido Finale. Antes da luta durante a pesagem os dois lutadores se provocavam tanto que seguranças tiveram que segura-los.
O clima de guerra havia chegado ao octógono, logo ao soar do gongo, Sanchez saiu correndo do seu corner e desferiu incontáveis jabs e uppercuts durante o primeiro minuto, Guida tendo se defender como podia, na sequência Sanchez acertou algumas joelhadas e mais tarde derrubou seu adversário com um pontapé na cabeça. No segundo round Sanchez continuo mantendo o ritmo, entretanto Guida acertou excelentes golpes. No último round aluta foi para trocação franca entre os dois. Depois de uma guerra, Sanchez venceu por decisão dividida.
O combate recebeu o prêmio de Melhor "Luta da Noite". A luta passou a ganhar "Fight of the Year" por diversas revistas de MMA e do UFC, até receber o prêmio World MMA Awards como melhor "Luta do Ano", um prêmio de muito prestígio.
Em 12 de dezembro de 2009, ele lutou contra o top da divisão dos pesos leves, Kenny Florian no UFC 107. Guida chegou muito confiante a luta, já no combate Guida começou acelerado trocando golpes com Florian, Florian aproveitando uma situação de clinch, acertou uma cotovelada que cortou a cabeça de Guida que ficou com seu rosto todo ensanguentado, curiosamente quando o árbitro interrompeu a luta e mandou Guida ser atendido por um médico, ele soltou o seu famoso e consagrado arroto, que fez os narradores oficiais do UFC, a torcida e até o árbitro darem uma gargalhada. No segundo round voltando com foco na luta, Guida tentou manter a trocação com Florian que acertou um forte direto de encontro que levou Guida ao chão, na sequência aproveitando a situação Florian finalizou Guida com uma mata-leão.

### Recomeço na Divisão
Guida era esperado para enfrentar o ex-campeão dos pesos leves Sean Sherk em 21 março de 2010 no UFC Live: Vera vs Jones, mas Sherk foi forçado a se retirar do card devido uma lesão. Shannon Gugerty foi designado a ser o substituto de Sherk, no card preliminar do evento. No evento, Guida derrotou Gugerty aos 3:40 do segundo round por finalização com um katagatame, terminando assim a série de derrotas consecutivas. Guida ainda faturou pela primeira vez o prêmio de melhor "Finalização da Noite".
Guida então aceitou participar do card Brasil vs. Estados Unidos do UFC 117 em 7 de agosto de 2010, enfrentando Rafael dos Anjos. No combate Guida acertou um forte gancho na lateral do rosto de Rafael que fraturou a mandíbula, Rafael ainda se sustentou a dor no primeiro round. No segundo round após uma queda Guida pressionou o rosto de Rafael contra a grade forçando o brasileiro a desistir da luta.
Guida enfrentou o japonês ex-campeão e estrela do Pride, Takanori Gomi no UFC 125 em 1 de Janeiro de 2011. No combate Guida usou bem a sua movimentação lateral energética para manter a distância dos fortes golpes do japonês, aproveitando a pouca movimentação de seu adversário, Guida acertou um forte chute na cabeça e acertou uma boa sequência em Gomi. No segundo round, Guida mostrando sua energia conseguiu derrubar Gomi, na meia guarda Guida tentou encaixar uma guilhotina e percebendo que podia executar o golpe, Guida ofereceu a raspagem a seu adversário e após a raspagem de Gomi, Guida ajustou a guilhotina e acabou finalizando seu adversário. Após a incrível finalização, Guida recebeu o prêmio de "Finalização da Noite". Na conferência de imprensa pós luta, Guida declarou que esta pronto por uma luta pelo cinturão ou uma luta pela vaga de desafiante número 1 na divisão dos pesos Leves.
Guida voltou ao octógono no The Ultimate Fighter 13 Finale, para encarar o último campeão dos Pesos Leves do WEC, Anthony Pettis. Pettis era no momento o desafiante nº1 ao cinturão dos Pesos Leves, e abriu mão de esperar o vencedor da luta entre o campeão dos Pesos Leves do UFC Frankie Edgar contra o desafiante Gray Maynard, para enfrentar Guida. Guida começou o combate de forma típica com muita movimentação, tendo respeito pela forte trocação de Pettis, Guida preferiu colocar o adversário para baixo, onde levou boa vantagem, conseguindo controlar a luta no chão. Pettis tentou encaixar um triângulo com uma Chave de Braço em Guida, que executou um rolamento perfeito fugindo da finalização. Nos três rounds, Guida impôs seu jogo e controlou Pettis, que não ofereceu muito perigo. No final, Guida venceu por decisão unânime (30-27, 30-27, 30-27). Na entrevista pós-luta, Guida afirmou-se pronto para uma disputa de cinturão e se o UFC der a oportunidade, ele estará pronto. Na coletiva de imprensa do evento, o presidente do UFC Dana White falou que Guida só está atrás de Gray Maynard e Jim Miller para uma disputa de cinturão.
Então Guida enfrentou Ben Henderson no UFC on Fox: Velasquez vs. Dos Santos pela chance de disputar o cinturão mas foi derrotado por decisão unânime (29–28, 30–27, 30–27).
Com a derrota Guida foi escalado para lutar contra Gray Maynard no UFC on FX: Maynard vs. Guida e foi derrotado por decisão dividida (48-47, 47-48, 48-47).

### Mudança para o Peso Pena
Guida fez sua estréia na divisão dos Penas contra Hatsu Hioki no UFC on Fox: Johnson vs. Dodson, Guida venceu por decisão dividida (28-29, 30-27 e 29-28).
Guida era esperado para enfrentar Chad Mendes no UFC on Fox: Henderson vs. Melendez, porém uma lesão o tirou do card, sendo substituído por Darren Elkins.
A luta contra Mendes foi remarcada para o UFC 164 e Guida perdeu por nocaute técnico no terceiro round. Essa foi a primeira vez que Guida foi nocauteado em sua carreira profissional no MMA.
Guida enfrentou o veterano japonês Tatsuya Kawajiri em 11 de Abril de 2014 no UFC Fight Night: Nogueira vs. Nelson. Guida venceu por decisão unânime, na luta que foi considerada a Luta da Noite.
Guida foi novamente derrotado, dessa vez foi finalizado por Dennis Bermudez em 26 de Julho de 2014 no UFC on Fox: Lawler vs. Brown.
Guida enfrentou Robbie Peralta em 4 de Abril de 2015 no UFC Fight Night: Mendes vs. Lamas e venceu por decisão unânime.
Guida enfrentou Thiago Tavares em 7 de Novembro de 2015 no UFC Fight Night: Belfort vs. Henderson III. Guida foi derrotado por finalização em apenas 40 segundos de luta.

## Cartel no MMA
| Cartel no MMA   |             |             |
| 58 lutas        | 37 vitórias | 21 derrotas |
| Por nocaute     | 7           | 2           |
| Por finalização | 14          | 10          |
| Por decisão     | 15          | 8           |
| Desconhecido    | 1           | 1           |

| Res.    | Cartel | Oponente         | Método                                | Evento                                     | Data       | Round | Tempo | Local                             | Notas                                            |
| ------- | ------ | ---------------- | ------------------------------------- | ------------------------------------------ | ---------- | ----- | ----- | --------------------------------- | ------------------------------------------------ |
| Vitória | 37-21  | Leonardo Santos  | Finalização (mata leão)               | UFC on ESPN: Font vs. Aldo                 | 04/12/2021 | 2     | 1:21  | Las Vegas, Nevada                 | Performance da Noite.                            |
| Derrota | 36-21  | Mark Madsen      | Decisão (dividida)                    | UFC Fight Night: Cannonier vs. Gastelum    | 21/08/2021 | 3     | 5:00  | Las Vegas, Nevada                 |                                                  |
| Vitória | 36-20  | Michael Johnson  | Decisão (unânime)                     | UFC Fight Night: Overeem vs. Volkov        | 06/02/2021 | 3     | 5:00  | Las Vegas, Nevada                 |                                                  |
| Derrota | 35-20  | Bobby Green      | Decisão (unânime)                     | UFC on ESPN: Blaydes vs. Volkov            | 20/06/2020 | 3     | 5:00  | Las Vegas, Nevada                 |                                                  |
| Derrota | 35-19  | Jim Miller       | Finalização Técnica (guilhotina)      | UFC on ESPN: Covington vs. Lawler          | 03/08/2019 | 1     | 0:58  | Newark, Nova Jersey               |                                                  |
| Vitória | 35-18  | BJ Penn          | Decisão (unânime)                     | UFC 237: Namajunas vs. Andrade             | 11/05/2019 | 3     | 5:00  | Rio de Janeiro                    |                                                  |
| Derrota | 34-18  | Charles Oliveira | Finalização (guilhotina)              | UFC 225: Whittaker vs. Romero II           | 09/06/2018 | 1     | 2:18  | Chicago, Illinois                 |                                                  |
| Vitória | 34-17  | Joe Lauzon       | Nocaute Técnico (socos e cotoveladas) | UFC Fight Night: Poirier vs. Pettis        | 11/11/2017 | 1     | 1:07  | Norfolk, Virginia                 |                                                  |
| Vitória | 33-17  | Erik Koch        | Decisão (unanime)                     | UFC Fight Night: Chiesa vs. Lee            | 25/06/2017 | 3     | 5:00  | Oklahoma City, Oklahoma,          | Retornou ao peso leve.                           |
| Derrota | 32-17  | Brian Ortega     | Nocaute Técnico (joelhada)            | UFC 199: Rockhold vs. Weidman II           | 04/06/2016 | 3     | 4:40  | Inglewood, California             |                                                  |
| Derrota | 32-16  | Thiago Tavares   | Finalização (guilhotina)              | UFC Fight Night: Belfort vs. Henderson III | 07/11/2015 | 1     | 0:39  | São Paulo                         |                                                  |
| Vitória | 32-15  | Robbie Peralta   | Decisão (unânime)                     | UFC Fight Night: Mendes vs. Lamas          | 04/04/2015 | 3     | 5:00  | Fairfax, Virginia                 |                                                  |
| Derrota | 31-15  | Dennis Bermudez  | Finalização (mata-leão)               | UFC on Fox: Lawler vs. Brown               | 26/07/2014 | 2     | 2:57  | San Jose, California              |                                                  |
| Vitória | 31-14  | Tatsuya Kawajiri | Decisão (unânime)                     | UFC Fight Night: Nogueira vs. Nelson       | 11/04/2014 | 3     | 5:00  | Abu Dhabi                         | Luta da Noite.                                   |
| Derrota | 30-14  | Chad Mendes      | Nocaute Técnico (socos)               | UFC 164: Henderson vs. Pettis II           | 31/08/2013 | 3     | 0:30  | Milwaukee, Wisconsin              |                                                  |
| Vitória | 30-13  | Hatsu Hioki      | Decisão (dividida)                    | UFC on Fox: Johnson vs. Dodson             | 26/01/2013 | 3     | 5:00  | Chicago, Illinois                 | Estréia nos Penas.                               |
| Derrota | 29-13  | Gray Maynard     | Decisão (dividida)                    | UFC on FX: Maynard vs. Guida               | 22/06/2012 | 5     | 5:00  | Atlantic City, New Jersey         |                                                  |
| Derrota | 29-12  | Ben Henderson    | Decisão (unânime)                     | UFC on Fox: Velasquez vs. Dos Santos       | 12/11/2011 | 3     | 5:00  | Anaheim, California               | Pela vaga de desafiante Nº1 ao Título dos Leves. |
| Vitória | 29-11  | Anthony Pettis   | Decisão (unânime)                     | The Ultimate Fighter 13 Finale             | 04/06/2011 | 3     | 5:00  | Las Vegas, Nevada                 |                                                  |
| Vitória | 28-11  | Takanori Gomi    | Finalização (guilhotina)              | UFC 125: Resolution                        | 01/01/2011 | 2     | 4:27  | Las Vegas, Nevada                 | Finalização da Noite.                            |
| Vitória | 27-11  | Rafael dos Anjos | Finalização (mandíbula quebrada)      | UFC 117: Silva vs Sonnen                   | 07/08/2010 | 3     | 1:51  | Oakland, California               |                                                  |
| Vitória | 26-11  | Shannon Gugerty  | Finalização (triângulo de braço)      | UFC on Versus 1: Vera vs. Jones            | 21/03/2010 | 2     | 3:40  | Broomfield, Colorado              | Finalização da Noite.                            |
| Derrota | 25-11  | Kenny Florian    | Finalização (mata-leão)               | UFC 107: Penn vs. Sanchez                  | 12/12/2009 | 2     | 2:19  | Memphis, Tennessee                |                                                  |
| Derrota | 25-10  | Diego Sanchez    | Decisão (dividida)                    | The Ultimate Fighter: EUA vs. UK Finale    | 20/06/2009 | 3     | 5:00  | Las Vegas, Nevada                 | Luta da Noite; Luta do Ano(2009).                |
| Vitória | 25–9   | Nate Diaz        | Decisão (dividida)                    | UFC 94: St-Pierre vs. Penn 2               | 31/01/2009 | 3     | 5:00  | Las Vegas, Nevada                 | Luta da Noite.                                   |
| Vitória | 24–9   | Mac Danzig       | Decisão (unânime)                     | UFC Fight Night: Diaz vs. Neer             | 17/09/2008 | 3     | 5:00  | Omaha, Nebraska                   |                                                  |
| Vitória | 23–9   | Samy Schiavo     | Nocaute Técnico (golpes)              | UFC Fight Night: Florian vs. Lauzon        | 02/04/2008 | 1     | 4:15  | Broomfield, Colorado              |                                                  |
| Derrota | 22–9   | Roger Huerta     | Finalização (mata-leão)               | The Ultimate Fighter 6 Finale              | 08/12/2007 | 3     | 0:51  | Las Vegas, Nevada                 | Luta da Noite.                                   |
| Vitória | 22–8   | Marcus Aurélio   | Decisão (dividida)                    | UFC 74: Respect                            | 25/08/2007 | 3     | 5:00  | Las Vegas, Nevada                 |                                                  |
| Derrota | 21–8   | Tyson Griffin    | Decisão (dividida)                    | UFC 72: Victory                            | 16/06/2007 | 3     | 5:00  | Belfast, Irlanda do Norte         | Luta da Noite.                                   |
| Derrota | 21–7   | Din Thomas       | Decisão (unânime)                     | UFC Fight Night: Evans vs. Salmon          | 25/01/2007 | 3     | 5:00  | Hollywood, Florida                | Luta da Noite.                                   |
| Vitória | 21–6   | Justin James     | Finalização (mata-leão)               | UFC 64: Unstoppable                        | 14/10/2006 | 2     | 4:42  | Las Vegas, Nevada                 | Estreia no UFC.                                  |
| Vitória | 20–6   | Joe Martin       | Decisão (unânime)                     | WEC 23: Hot August Fights                  | 17/08/2006 | 3     | 5:00  | Lemoore, California               |                                                  |
| Derrota | 19–6   | Yusuke Endo      | Finalização (chave de braço)          | Shooto 2006 – 7/21 in Korakuen Hall        | 21/07/2006 | 1     | 2:47  | Tóquio                            |                                                  |
| Derrota | 19–5   | Gilbert Melendez | Decisão (dividida)                    | Strikeforce: Revenge                       | 09/06/2006 | 5     | 5:00  | San Jose, California              | Perdeu o Cinturão Peso Leve do Strikeforce       |
| Vitória | 19–4   | Josh Thomson     | Decisão (unânime)                     | Strikeforce: Shamrock vs. Gracie           | 10/03/2006 | 5     | 5:00  | San Jose, California              | Ganhou o Cinturão Peso Leve do Strikeforce       |
| Derrota | 18–4   | Tristan Yunker   | Finalização (mata-leão)               | KOTC – Redemption on the River             | 17/02/2006 | 1     | 1:17  | San Jose, California              |                                                  |
| Vitória | 18–3   | Joe Jordan       | Decisão (unânime)                     | XFO 8 – Xtreme Fighting Organization 8     | 10/12/2005 | 3     | 5:00  | Moline, Illinois                  |                                                  |
| Vitória | 17–3   | Jeff Carsten     | Nocaute Técnico (contusão)            | IHC 9 – Purgatory                          | 19/11/2005 | 1     | 3:01  | Hammond, Indiana                  |                                                  |
| Vitória | 16–3   | Dave Cochran     | Finalização (mata-leão)               | KOTC – Xtreme Edge                         | 17/09/2005 | 1     | 2:26  | Indianapolis, Indiana             |                                                  |
| Vitória | 15–3   | John Strawn      | Finalização (estrangulamento)         | XFO 7 – Xtreme Fighting Organization 7     | 27/08/2005 | 2     | 3:12  | Island Lake, Illinois             |                                                  |
| Vitória | 14–3   | Jay Estrada      | Finalização (mata-leão)               | Combat – Do Fighting Challenge 4           | 13/08/2005 | 1     | N/A   | Illinois                          |                                                  |
| Vitória | 13–3   | Bart Palaszewski | Decisão (unânime)                     | XFO 6 – Judgement Day                      | 25/06/2005 | 3     | 5:00  | Lakemoor, Illinois                |                                                  |
| Vitória | 12–3   | Alonzo Martinez  | Finalização (estrangulamento)         | XKK – Des Moines                           | 20/05/2005 | 3     | N/A   | Des Moines, Iowa                  |                                                  |
| Vitória | 11–3   | Chris Mickle     | Decisão                               | XKK – Des Moines                           | 20/05/2005 | 3     | 5:00  | Des Moines, Iowa                  |                                                  |
| Vitória | 10–3   | Alex Carter      | Finalização                           | Combat – Do Fighting Challenge 3           | 14/05/2005 | 1     | 2:54  | Illinois                          |                                                  |
| Vitória | 9–3    | Brandon Adamson  | Finalização (mata-leão)               | XFO 5 – Xtreme Fighting Organization 5     | 19/03/2005 | 1     | 3:02  | Lakemoor, Illinois                |                                                  |
| Vitória | 8–3    | Billy Guardiola  | Finalização (chave de tornozelo)      | Combat – Do Fighting Challenge 2           | 05/02/2005 | N/A   | N/A   | Illinois                          |                                                  |
| Vitória | 7–3    | Dennis Davis     | Nocaute                               | MMA México – Day 2                         | 18/12/2004 | 1     | N/A   | Ciudad Juárez                     |                                                  |
| Vitória | 6–3    | Vito Woods       | Finalização (guilhotina)              | XFO 4 – Xtreme Fighting Organization 4     | 03/12/2004 | 2     | 1:19  | McHenry, Illinois                 |                                                  |
| Vitória | 5–3    | Randy Hauer      | Nocaute Técnico                       | EC 60 – Extreme Challenge 60               | 12/11/2004 | 1     | 2:25  | Medina, Minnesota                 |                                                  |
| Vitória | 4–3    | Billy Guardiola  | Finalização (chave de tornozelo)      | Combat – Do Fighting Challenge 1           | 23/10/2004 | 1     | N/A   | Cicero, Illinois                  |                                                  |
| Derrota | 3–3    | Gabe Lemley      | Finalização (chave de braço)          | XFO 2 – New Blood                          | 26/06/2004 | 2     | 0:33  | Fontana-on-Geneva Lake, Wisconsin |                                                  |
| Vitória | 3–2    | Jed Deno         | Finalização (Estrangulamento)         | UCS 2 – Battle at the Barn                 | 01/05/2004 | 1     | 3:35  | Rochester, Minnesota              |                                                  |
| Vitória | 2–2    | Shawn Nolan      | N/A                                   | XKK – Clash in Curtiss 5                   | 03/04/2004 | N/A   | N/A   | Curtiss, Wisconsin                |                                                  |
| Derrota | 1–2    | Dan Duke         | N/A                                   | XKK – Clash in Curtiss 5                   | 03/04/2004 | N/A   | N/A   | Curtiss, Wisconsin                |                                                  |
| Vitória | 1–1    | Adam Bass        | Finalização (mata-leão)               | XFO 1 – The Kickoff                        | 14/03/2004 | 1     | N/A   | Lake Geneva, Illinois             |                                                  |
| Derrota | 0–1    | Adam Copenhaver  | Finalização (estrangulamento)         | SC 17 – Silverback Classic 17              | 26/07/2003 | 1     | N/A   | Ottawa, Illinois                  |                                                  |